# Nabis koelensis
Nabis koelensis là một loại rệp ở họ Nabidae.